# Армин (князь Липпе)
Армин, князь Липпе (полное имя — Армин Леопольд Эрнст Бруно Генрих Вилла Август фюрст цур Липпе) (нем. Armin Leopold Ernst Bruno Heinrich Willa August Fürst zur Lippe; 18 августа 1924, Детмольд, Веймарская республика — 20 августа 2015, Детмольд, Германия) — глава княжеского дома Липпе (30 декабря 1949 — 20 августа 2015).

## Биография

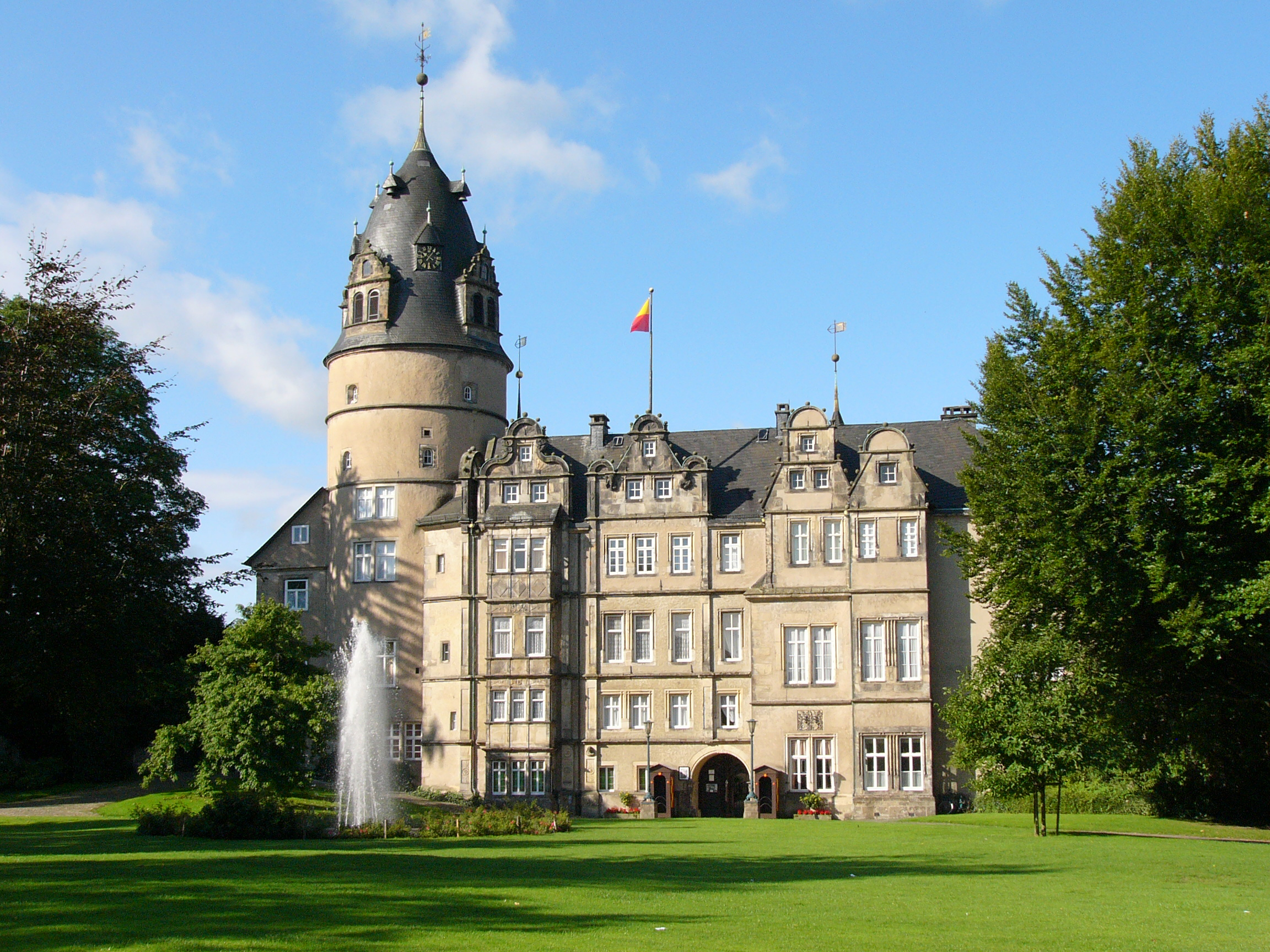
Замок Детмольд

Единственный сын Леопольда IV (1871—1949), последнего правящего князя Липпе (1905—1918) и главы княжеского дома Липпе (1918—1949), от второго брака с принцессой Анной Изенбург-Бюдингенской (1886—1980). Старшие сводные братья — принцы Эрнст, Леопольд и Хлодвиг. Незадолго до своей смерти в 1947 году князь Леопольд IV лишил трех своих сыновей от первого брака прав на главенство в доме Липпе.
Во время Второй мировой войны Армин цур Липпе служил в военно-воздушных силах Вермахта. После войны учился в Гёттингенском университете имени Георга-Августа, получив докторскую степень.
30 декабря 1949 года после смерти своего отца Леопольда IV стал главой княжеского дома Липпе и титулярным князем Липпе. 22 марта 1953 года он отрекся от своего титула в пользу своего старшего сводного брата, принца Леопольда (1904—1965). Это решение Армина вызвало споры среди членов княжеского дома, несколько принцев начали судебные разбирательства, претендуя на главенство в доме. В 1958 году принц Леопольд отказался от главенства в доме Липпе в пользу своего старшего брата, наследного принца Эрнста (1902—1987). В том же году наследный принц созвал семейный совет, где все присутствовавшие принцы решили, что самый старейший из принцев, проживающий в Германии, должен стать главой дома. Новым главой княжеского дома Липпе стал принц Симон Казимир (1900—1980).
Принц Эрнст Август Липпе (1917—1990), сын принца Юлиуса Эрнста Липпе (1873—1952) и герцогини Марии Мекленбургской (1878—1948), позднее заявил о своих претензиях на главенство в доме Липпе. Он считал, что все принцы из дома Липпе, а не только те, которые проживают в Германии, должны быть рассмотрены в качестве претендентов на главенство в княжеском доме. В конце концов Эрнст Август объявил себя главой дома Липпе. В 1990 году после смерти Эрнста Августа на главенство в доме стал претендовать его старший сын, принц Фридрих Вильгельм Липпе (род. 1947).
Принц Армин цур Липпе, несмотря на свое отречение в 1953 году в пользу сводного брата Леопольда, также заявил, что является главой княжеского дома Липпе. Он унаследовал семейное состояние, включая сельскохозяйственные угодья, леса и княжеский замок в Детмольде, где он проживал.
Князь Армин Липпский являлся двоюродным братом принца Бернхарда Липпе-Бестерфельда (1911—2004), супруга королевы Нидерландов Юлианы, и ребёнком присутствовал на их свадьбе в 1937 году.

## Семья
Принц Армин женился на Трауте Беккер (16 февраля 1925 — 25 февраля 2023), дочери Густава Беккера и Шарлотты Майер. Гражданская церемония бракосочетания состоялась 27 марта 1953 года в Геттингене (ФРГ), а церковная — 29 марта 1953 года в Целле (Нижняя Саксония, Германия). У пары родился единственный ребёнок:
- Принц Стефан Леопольд Юстас Ричард цур Липпе (род. 24 мая 1959), глава княжеского дома Липпе с 2015 года.

## Награды
- Великий Магистр Ордена Креста Чести Дома Липпе
- Великий Магистр Ордена Розы Дома Липпе
- Кавалер Большого Креста Чести и Преданности Мальтийского ордена
- Кавалер Большого Креста Ордена Спасителя
- Кавалер Большого Креста Ордена Золотого льва Нассау